# Don Manzullo
Donald A. Manzullo (Rockford, 24 de março de 1944) é um político dos Estados Unidos. É representante pelo 16º distrito de Illinois desde 3 de janeiro de 1993. É membro do Partido Republicano.